# 兴盛乡 (五常市)
兴盛乡是中国黑龙江省哈尔滨市五常市下辖的一个乡，位于五常市区西南。

## 行政区划
现辖：
九莲村、兴盛村、郎家村、辛家村、团山村、红星村、腰贡村和五道岗村。